# Dénes Sándor (újságíró)
Dénes Sándor (született Grosz) (Mikola, 1880. szeptember 5. – 1944-ben deportálásban) magyar újságíró, szerkesztő.

## Életútja
Pályáját Debrecenben kezdte, majd radikális polgári lapok munkatársa Budapesten. 1907-ben Nagy Mihály ügyvéddel megindította a Halmi c. hetilapot, 1908-tól harminc éven át a szatmári Szamos c. napilap szerkesztője, majd főszerkesztője volt. A Romániai Népkisebbségi Újságíró Szervezet és a szatmári Kölcsey Kör alelnöke.
Novellái (1909), majd harctéri riportjai (1915) Szatmáron jelentek meg, utóbbi kötetéhez (Egy komitácsi újságíró feljegyzései) Bródy Sándor írt előszót. 1915-ben felvették a Kölcsey Ferenc szabadkőműves páholyba. A Cimbora c. gyermeklap felelős szerkesztője, az 1930-as években a Brassói Lapok munkatársa. Könyve, az Újságot írok (Szatmár 1928, 2. kiadás 1930), őszinte szakmai vallomás, irodalmi emlékekkel Ady Endréről, Szép Ernőről és rokonáról, Bródy Sándorról.